# المجيد في إعراب القرآن المجيد
المجيد في إعراب القرآن المجيد، هو كتاب في إعراب القرأن، مؤلفه: برهان الدين، أبو إسحاق، إبراهيم بن محمد بن إبراهيم بن أبي القاسم القيسي السفاقسي المالكي النحوي.
كان المؤلف من كبار المالكية، يقول ابن أبيك الصفدي: "كان هذا برهانُ الدين قائماً بالعربية، شائماً بروق غوامضها اللامعة بما عنده من الألمعية. أعرب القرآن العظيم في أربعة أسفار كبار، أعاد بها لهذا الفن ما كان قد خمُل وبار، تكلم فيها على كل غامض، وحسده عليها غيره ممن لم يصل إلى ذلك وقال: عنقودها حامض، وشرح كتاب ابن الحاجب في الفروع، وأتى فيه بفوائد من حسنها تروق، ومن جزالتها تروع، إلا أنه لم يكمله، فنقص يسيراً، وجعل طرف التطلع لتمامه حسيراً".
وقد اختصر كتابه سليمان الصرخدي الشافعي المتوفي سنة 792هـ في مجلدين، وذكر اعتراضه عليه في مواضع كثيرة.

## نبذة عن المؤلف
ولد السفاقسي سنة 697هـ، وقيل: 698ه، سمع وتفقه بـــ (بجابية) من شيخها ناصر الدين، ثمّ حجّ وأخذ عن أبي حيان النحوي بالقاهرة وعن غيره، ثم قدم دمشق سنة 738 هـ فسمع بها كثيرا من زينب بنت الكمال، وأبي بكر بن عنتر، وأبي بكر بن الرضي، والإمام المزّي، والذهبي، ورحل إلى المشرق فأخذ عن علماء مصر والشام. ومهر السّفاقسي في الفضائل والعلوم، وجمع إعراب القرآن، قال عنه شيخه الذهبي: له همة في الفضائل والعلوم، سكن بـ (مصر). وكان إماما فقيها أفتى ودرس سنين، وكان معدودا من علماء المالكية. وقال عنه الصدفي: كان هذا برهانُ الدين قائماً بالعربية، شائماً بروق غوامضها اللامعة بما عنده من الألمعية.
أعرب القرآن العظيم في أربعة أسفار كبار، أعاد بها لهذا الفن ما كان قد خمُل، تكلم فيها على كل غامض، وحسده عليها غيره ممن لم يصل إلى ذلك وقال: عنقودها حامض. وشرح كتاب ابن الحاجب في الفروع، وأتي فيه بفوائد من حسنها تروق، ومن جزالتها تروع، وأثني عليه، ثناء كثيرا، إلا أنه لم يكمله، فنقص يسيراً، وجعل طرف التطلع لتمامه حسيراً.
توفي رحمه الله تعالى 18 من ذي القعدة من سنة 742هــ.

## موضوع الكتاب ومنهجه
ذكر السفاقسي منهجه في مقدمة كتابه (المجيد في إعراب القرآن المجيد) بعد أن أشاد بشيخه أبي حيان الأندلسي وكتابه (البحر المحيط)، وأنه سلك فيه سبيل التحقيق، وزيف أقوال كثير من المعربين، وبيّن حيدها عن أصول المحققين، ولكنه وقع في خلل إذ أنه سلك سبيل المفسرين في الجمع بين التفسير والإعراب، فتفرق فيه هذا المقصود وصعب جمع إلّا بعد بذل المجهود. ثم بين منهجه بعد ذلك قائلا: فاستخرت الله تعالى في جمعه وتقريبه وتلخيصه وتهذيبه ... فجاء والحمد لله في أقرب زمان على نحو ما أمّلت، وتيسّر عليّ سبيل ما رمت وقصدت.  وزاد على شيخه من كتاب البيان في إعراب القرآن لأبي البقاء مما لم يضمنه الشيخ في كتابه البحر المحيط، ولمّا كان كتاب أبي البقاء المسمّى بــ (البيان في إعراب القرآن) كتابا قد عكف الناس عليه، ومالت نفوسهم إليه، جمعت ما بقي فيه من إعرابه مما لم يضمّنه الشيخ في كتابه وضممت إليه من غيره".
وقد أعرب في الكتاب البسملة، وسورة الفاتحة.